# Moneilema mexicanum
Moneilema mexicanum là một loài bọ cánh cứng trong họ Cerambycidae.